# زندگی شخصی دیوید کاپرفیلد
تاریخ شخصی دیوید کاپرفیلد یک فیلم کمدی-درام بریتانیایی-آمریکایی محصول سال ۲۰۱۹ به نویسندگی و کارگردانی آرماندو ایانوچی است که بر اساس رمان دیوید کاپرفیلد اثر چارلز دیکنز در سال ۱۸۵۰ ساخته شده‌است. دیو پاتل در نقش شخصیت اصلی به همراه آنئورین بارنارد، پیتر کاپالدی، مورفید کلارک، دیزی می کوپر، روزالیند الازار، هیو لوری، تیلدا سوینتون، بن ویشا و پل وایتهاوس به ایفای نقش پرداخته‌است.

## گویندگان(دوبله)
دوبله این فیلم در پاییز سال 1399 به مدیریت علیرضا باشکندی و صدابرداری حسین حسنی فر در واحد دوبلاژ تلویزیون انجام شد و در نهایت از شبکه نمایش و شبکه سه و شبکه تهران پخش شد.
| بازیگر           | نقش            | دوبلور              |
| ---------------- | -------------- | ------------------- |
| دیو پیتل         | دیوید کاپرفیلد | امیرمحمد صمصامی     |
| تیلدا سوینتن     | عمه بتسی       | مریم صفی‌خانی        |
| هیو لوری         | آقای دیک       | ژرژ پطرسی           |
| بن ویشاو         | یوریا هیپ      | علی بیگ محمدی       |
| آنورین برنارد    | جیمز استیرفورد | کسرا کیانی          |
| مورفید کلارک     | کلارا کاپرفیلد | سمیه موسوی          |
| بندیکت وانگ      | آقای ویکفیلد   | ابوالفضل شاه بهرامی |
| رزالیند الیزار   | اگنس ویکفیلد   | آرزو روشناس         |
| آنتونی ولش       | هام            | هادی جلیلی باله     |
| گوئندولین کریستی | جین مورداستون  | فاطمه سوهانی        |
| دیزی می کوپر     | پگوتی          | لادن سلطان پناه     |

اولین نمایش جهانی در جشنواره بین‌المللی فیلم تورنتو در ۵ سپتامبر ۲۰۱۹ بود و در ۲۴ ژانویه ۲۰۲۰ توسط Lionsgate در بریتانیا و در ۲۸ اوت ۲۰۲۰ توسط Searchlight Pictures در ایالات متحده اکران شد.